# Bruguiera gymnorhiza
Espèce
Classification phylogénétique
Statut de conservation UICN

 LC  : Préoccupation mineure
Bruguiera gymnorhiza est une espèce de  plantes à fleurs de la famille des Rhizophoraceae. C'est un palétuvier de la famille des Rhizophoraceae, présent dans la plupart des mangroves des rivages des océans Indien et Pacifique.
Le palétuvier Bruguiera gymnorhiza pousse à l'intérieur de la mangrove de l'Asie du Sud-Est près de la terre ferme, derrière les premiers arbustes et arbres colonisateurs du genre Sonneratia et les palétuviers noirs du genre Avicennia qui poussent près de la mer, au niveau des basses eaux ; et aussi derrière les palétuviers rouges du genre Rhizophora. Ses racines ne sont que rarement voire jamais submergées par la marée haute.

## Description

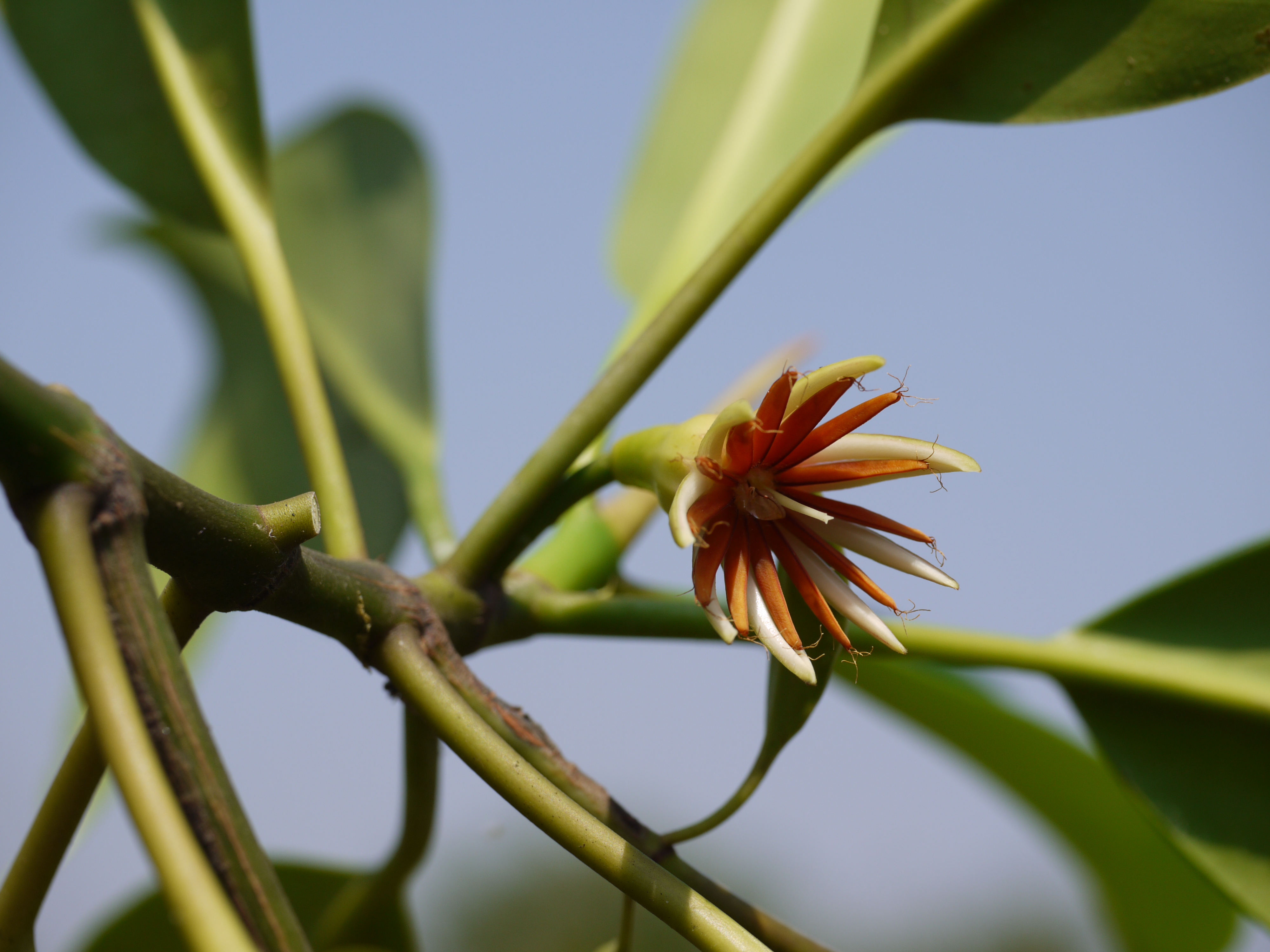
Fleur.

### Aspect général
L'espèce se présente comme un arbre sempervirent généralement haut de 10 à 20 mètres, mais pouvant atteindre environ 35 mètres de haut et 1,5 mètre de diamètre à la base. C'est un palétuvier sans échasses, avec des racines coudées ou des pneumatophores (aussi appelées racines en genou).

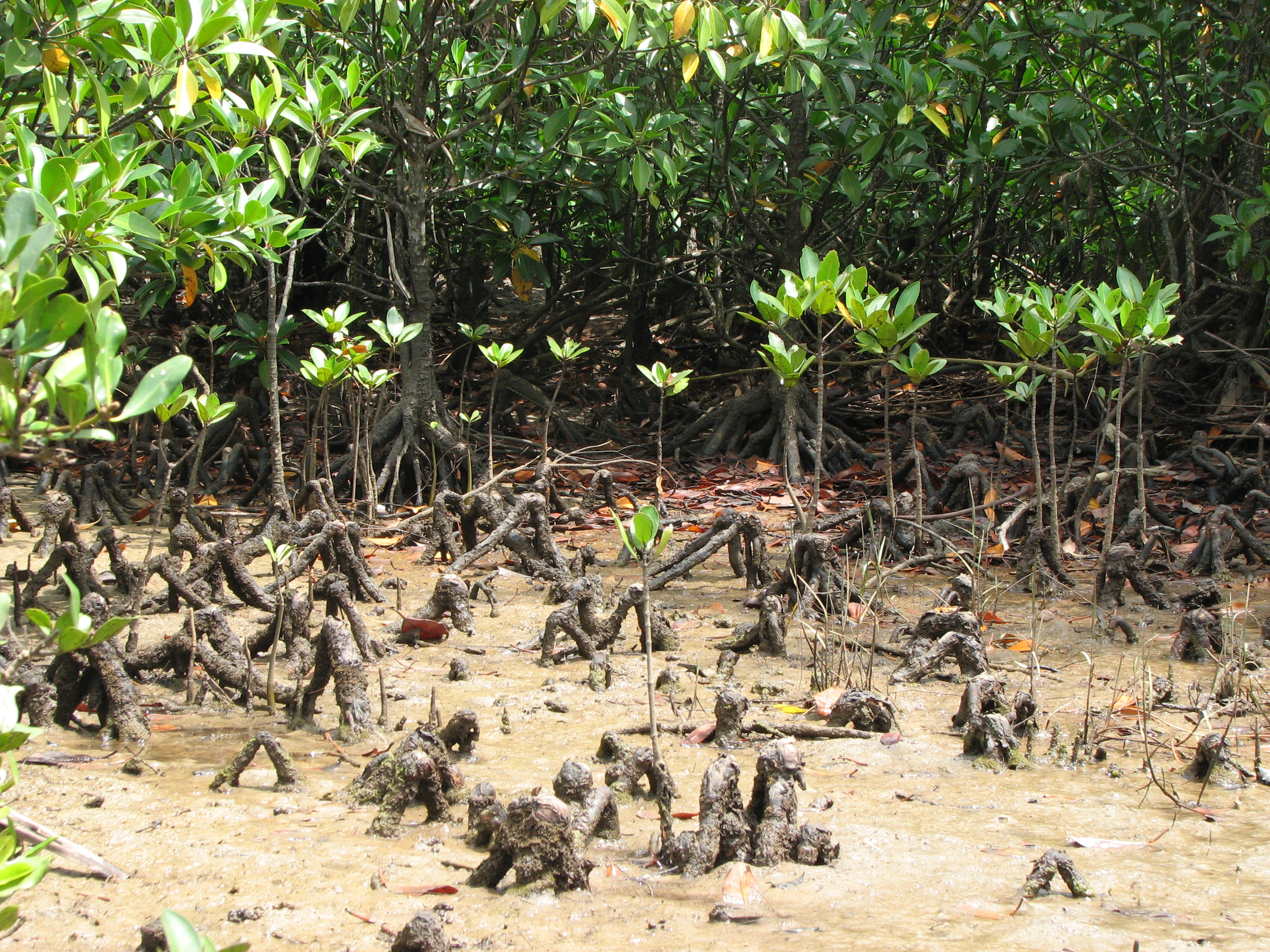
Racines en genou.

### Feuilles
Les feuilles sont opposées décussées, simples et entières, à limbe elliptique à oblong. La base du limbe est cunéiforme et l'apex est aigu, coriace et glabre. Il est pennatinervé, c'est-à-dire que ses nervures sont disposées comme les barbes d'une plume. Les stipules, d'environ 4 centimètres de long, sont souvent rougeâtres, de même que le pétiole.
Les feuilles sont rassemblées au bout des branches.

### Fleurs
Les fleurs, solitaires, vont du rouge vif au rouge-rose. Elles sont généralement retombantes. Les pétales sont en forme de fines dents acérées.

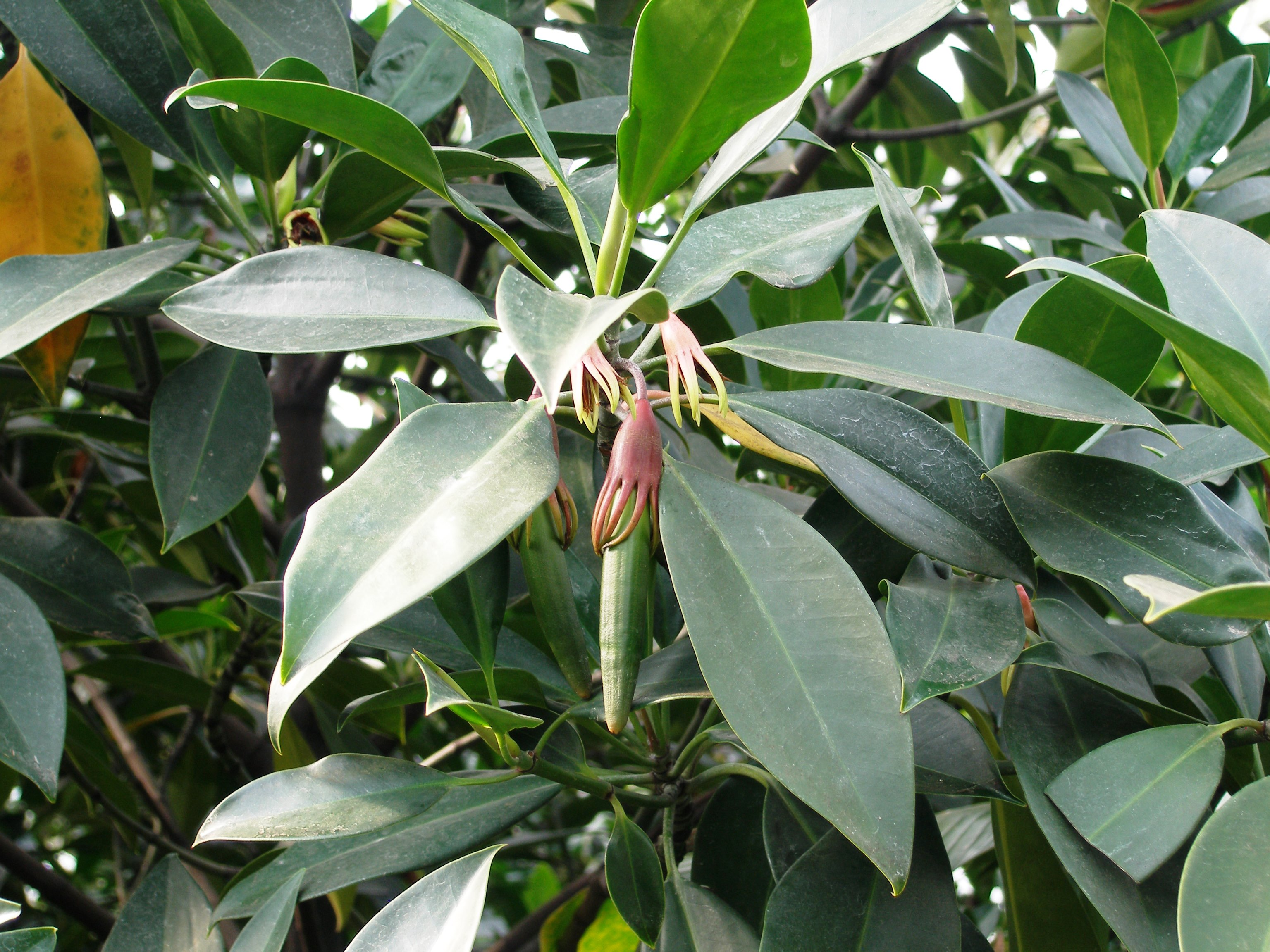
Fleur renfermant un hypocotyle.

### Fruits
Les fruits sont des baies campanulées, vertes et oblongues, renfermées dans le tube du calice. Ils contiennent une ou deux graines. Ils s'allongent pour former un hypocotyle de 25 centimètres de long.

## Usages et symbolique
En Nouvelle-Calédonie, dans la culture kanak, l'écorce et les racines servent à fabriquer de la teinture pour les poils de roussettes, qui sont ensuite utilisés pour confectionner de nombreux objets traditionnels.
On lui attribue également des vertus magiques (purification et levée des interdits).